# Předmostí (Novi Sad)

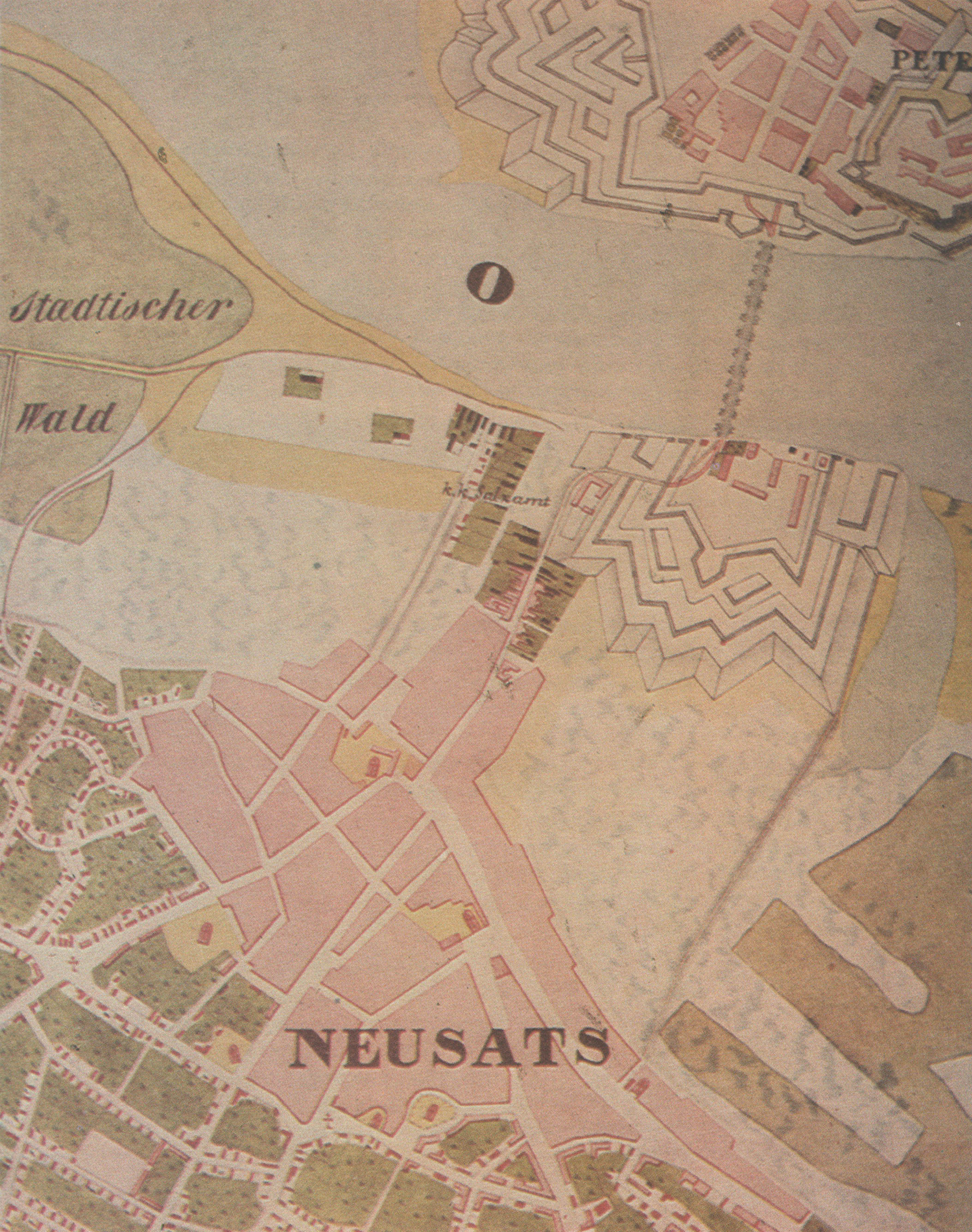
Střed města s pevností v roce 1845.

Jako tzv. předmostí (srbsky Мостобран/Mostobran) je označována pevnost na břehu řeky Dunaje, která se nacházela na území dnešního města Novi Sad v Srbsku, přesněji na novosadské straně Varadínského mostu. Pevnost měla chránit úzké hrdlo na řece Dunaji, kde byl zřizován často dočasný pontonový/dřevěný most k Petrovaradínské pevnosti. 
Pevnost byla zbudována po roce 1694 pod německým názvem bruckschanz , nedlouho poté, co se během Velké turecké války podařilo rakouské armádě proniknout na území budoucích jižních Uher. Cílem bylo zajistit obranu jediného strategicky významného místa v regionu, navíc v blízkosti linie řek Dunaj a Sáva, které se měly stát novými hranicemi s Tureckem. Pevnost byla vyprojektována ve stylu Sébastiena de Vaubana, nicméně ji navrhla trojice rakouských projektantů. Po svém dokončení se do její blízkosti začali stěhovat různí trhovci a obchodníci, čímž vznikly podmínky pro rozvoj osady a později současného města Nového Sadu. Pevnost, která se rozkládala od Dunajského parku až k třídě Maxima Gorkého, byla přístupná Dunajskou ulicí až do meziválečného období. 
Ve 20. století ztratila svůj význam, navíc byla překážkou ve výstavbě moderního nábřeží Nového Sadu. Proto bylo rozhodnuto o zbourání barokní stavby; zasypání okolního příkopu a výstavbě moderních budov na jejím místě. Až do roku 1965, kdy byla vybudována hráz na břehu řeky Dunaje byly nicméně některé pozůstatky původních staveb viditelné při nízkém stavu vody. 